# マージョリー・ランボー
マージョリー・ランボー（Marjorie Rambeau、1889年7月15日 - 1970年7月6日）は、アメリカ合衆国の女優。

## 人物
1970年、パームスプリングスにある自宅にて亡くなる。カルフォルニア州カテドラル・シティにあるデザート記念公園に埋葬された
。

## 出演作品
- 売卜者 The Fortune Teller (1920)
- ハア・マン Her Man (1930)
- 惨劇の波止場 Mill and Bill (1930)
- インスピレーション Inspiration (1931)
- 裸一貫 A Tailor Made Man (1931)
- 仮染の唇 Stranger May Kiss (1931)
- 秘密の6 The Secret Six (1931)
- 太平洋爆撃隊 Hell Divers (1932)
- 頓馬パルーカ Palooka (1934)
- 桜草の丘 Primrose Path (1940)
- タバコ・ロード Tabacco Road (1941)
- 硝煙の新天地 War of the Wildcats (1943)
- ラッキー・スティフ The Lucky Stiff (1949)
- さらばポンペイ The View from Pompey's Head (1955)
- 千の顔を持つ男 Man of a thousand Faces (1957)